# Euchaeta paraconcinna
Euchaeta paraconcinna är en kräftdjursart som beskrevs av Fleminger 1957. Euchaeta paraconcinna ingår i släktet Euchaeta och familjen Euchaetidae. Inga underarter finns listade i Catalogue of Life.